# Une extrême amitié
Une extrême amitié est un roman d'Henri Troyat publié en 1963.

## Résumé
Pendant leurs vacances, un couple, Jean et Madeleine, croisent leur ami Bernard. De retour à Paris, Bernard rompt avec sa femme Corinne. Madeleine meurt dans un accident avec Bernard et Jean se demande s'ils étaient amants.